# Robin Cousins
Robin Cousins, född 17 augusti 1957 i Bristol, är en brittisk före detta konståkare.
Cousins blev olympisk mästare i konståkning vid vinterspelen 1980 i Lake Placid.